# Dicranota (Rhaphidolabis) neoconsors
Dicranota (Rhaphidolabis) neoconsors is een tweevleugelige uit de familie Pediciidae. De soort komt voor in het Palearctisch gebied.